# Войнова-Павловська Ольга Петрівна
Ольга Петрівна Войнова-Павло́вська (9 червня 1939, Лебединці, нині Бердичівський район Житомирської області — 14 грудня 2002, Черкаси) — українська співачка радянських та новітніх часів (контральт), народна артистка УРСР (1977).

## Життєпис
Після закінчення у 1956 році Бровківської середньої школи навчалася у Житомирському музичному училищі, яке закінчила 1962 року.
Виступала у ансамблі «Льонок» — до 1960 року, певний час — у Волзькому народному хорі міста Куйбишев.
Неперевершена виконавиця пісні «Степом, степом йшли у бій солдати» — її написав 1966 року Анатолій Пашкевич; була першою виконавицею ніжно-трепетної «Над колискою сина» (доля не подарувала їй щастя материнства).
«Степом, степом» виконувала при відкритті меморіалу Вічного вогню на могилі Невідомого солдата у Москві у жовтні 1967 року. Як розповідала сама Ольга Петрівна, під час урочистостей міністр оборони, маршал СРСР Р. Я. Малиновський підійшов до неї, подякував та поцілував.
З 1965 року виступала як солістка Черкаського українського народного хору — прийняла пропозицію Анатолія Пашкевича стати солісткою.
Співала в дуеті з Раїсою Кириченко, Євгенією Крикун, Людмилою Білановою, Тетяною Горбатенко.
Для неї була написана пісня «Ой, я маю чорні брови» — Іван Сльота.
1969 — заслужена артистка України.
Лауреатка Шевченківської премії 1981 року — в складі Черкаського народного хору.
Обиралася депутатом Черкаської міської та обласної рад.
З 1991 року — солістка фольклорного гурту «Росава» Черкаської філармонії.
1999 року нагороджена орденом «За заслуги» III ступеня — «за вагомий внесок у національну мистецьку спадщину». Того ж року нагороджена пам'ятним знаком II ступеня «За заслуги перед містом Черкаси», почесна громадянка Черкас.

## Вшанування пам'яті
- 2009 року на будинку 131 по вулиці Верхній Горовій в Черкасах встановлена меморіальна таблиця її честі.
- В Черкасах існує провулок Ольги Павловської[1].